# Max Biaggi
Pour les articles homonymes, voir Biaggi.
Massimiliano Biaggi, dit Max, né le 26 juin 1971 à Rome, est un pilote de vitesse moto italien.

## Biographie

### Les débuts
Max Biaggi a 17 ans lorsqu'il monte pour la première fois sur une moto sur le circuit de Vallelunga (Rome) où son ami d'enfance Daniele l'emmena alors qu'il se destinait à une carrière de footballeur au club principal de la capitale italienne, l'AS Roma.

### Premiers titres
Il est repéré par Pietro — un ami de Daniele — impressionné par son talent : lorsqu'il apprend que c'est la première de Max, celui-ci aurait déclaré « ce mec doit courir »[réf. nécessaire]. Après un titre en 125 cm3 dans le championnat italien à 18 ans, Biaggi débute en 250 cm3, dont il devient champion d'Europe en 1991.
En 1992, Max entame sa première saison complète en catégorie 250 du championnat du monde au sein du team Iberna Motoracing Aprilia. Il remporte sa première victoire dès cette saison en s'imposant à Kyalami pour le Grand Prix d'Afrique du Sud et termine le championnat en cinquième position.
Pour la saison 1993, il quitte Aprilia pour Honda mais ne remporte qu'une seule nouvelle victoire, au Grand Prix d'Europe à Barcelone, terminant la saison quatrième.
Il retourne chez Aprilia et remporte son premier titre 250 cm3 mondial en 1994, terminant devant Okada et Capirossi.
Les deux saisons suivantes, en 1995 et 1996, toujours sur Aprilia, Max remporte deux fois de suite le titre et confirme sa domination sur la catégorie.
En 1997 , il retourne chez Honda et remporte son quatrième titre consécutif en 250 cm3.

### Éternel outsider en catégorie reine
Après quatre titres de champion du monde et 29 victoires en 250 cm3, le romain passe en 500 cm3 en 1998. Il débute chez Honda, toujours au sein du team Honda Kanemoto, et signe une victoire dès sa première course dans cette catégorie reine (à Suzuka, au Japon). Il obtient également la pole position et le meilleur tour en course. Il s'impose également en République tchèque et boucle sa première saison à la deuxième place, devancé par Michael Doohan.
Il passe alors chez Yamaha pour la saison 1999. Max ne remporte qu'un seul Grand Prix et termine la saison au quatrième rang mondial. En 2000, victorieux à Brno (République tchèque) puis Phillip Island (Australie), Max monte sur le podium du championnat derrière l'américain Kenny Roberts, Jr. (champion du monde) et l'italien Valentino Rossi.
Il retrouve sa place de vice-champion du monde en 2001 et 2002, battu par son grand rival Rossi qui devient maître de la catégorie. 

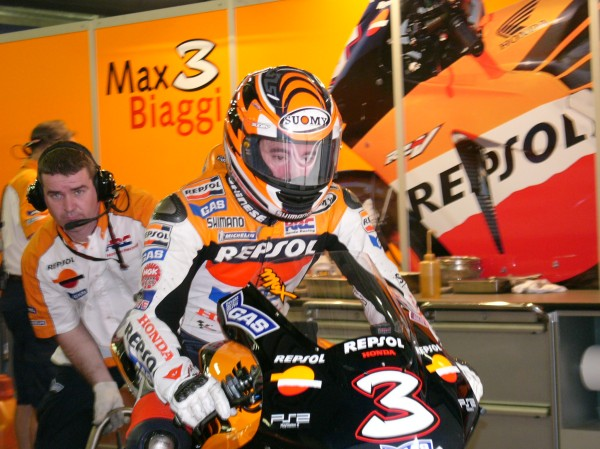
En 2005, au guidon de la Honda RCV.

Revenu chez Honda dans le team de Sito Pons pour 2003 il termine troisième derrière Rossi et Sete Gibernau. Ce classement reste inchangé la saison suivante, malgré le défi que représentait, pour Rossi, le fait de passer chez Yamaha.
Pour la saison 2005, Biaggi se voit enfin offrir les moyens qu'il revendique depuis son retour chez Honda car il intègre enfin l'équipe officielle. Mais les résultats ne sont pas au rendez-vous, Max ne remporte aucune victoire et se classe cinquième du championnat.

### Le rebond en Superbike
Le 10 janvier 2006, Max Biaggi annonce sur son site Internet qu'il renonce à courir faute d'un accord avec Honda en MotoGP, et annonce d'autres projets comme un livre de révélations. La plupart des écuries japonaises refusent ses services pour 2006.
Après une année sans contrat, il se tourne vers le mondial Superbike avec Suzuki Alstare en 2007. Il remporte une victoire dès la première course à Losail. Il termine finalement troisième du championnat derrière Noriyuki Haga et James Toseland (champion du monde).
En 2008, Max Biaggi reste en Superbike et signe un contrat avec Ducati. L'aventure est décevante, Max devant se contenter d'une septième place au championnat.
Pour la saison 2009, il rejoint le team Aprilia, de retour en Superbike, avec Shinya Nakano, pour piloter une RSV4. Il monte sur le podium au Qatar, dès la deuxième course de la saison. Puis le dimanche 26 juillet, remporte sa première victoire sur Aprilia, sur son circuit fétiche, Brno en République tchèque.
En 2010, il décroche le titre de Champion du monde de Superbike avec la moto d'usine Aprilia, en réalisant notamment quatre doublés (gagnant la première et la seconde manche du week-end) à Portimao, Monza, Miller Motorsports Park et Misano.
En 2011, toujours sur son Aprilia d'usine Allitalia, il se blesse lors de la dixième course du championnat du monde de Superbike au Nurburgring durant la Superpole 3. Sa fracture du métatarse du pied gauche subit à la suite d'un contact avec un débris sur la piste l'empêche d'effectuer des mouvements simples. Située précisément au point utilisé pour le passage des rapports de vitesse, la blessure empêche toute activité en piste.  Plus tard, Max Biaggi ne peut s'aligner au départ de la manche d'Imola et ratera également Magny-Cours dans la foulée. Avant cette blessure, Max occupait la deuxième place du championnat à bonne distance du leader et futur champion du monde sur Ducati cette année-là, Carlos Checa. Max Biaggi gagnera deux manches et finira troisième du championnat du monde avec 303 points derrière Carlos Checa (505 points) et Marco Melandri (395 points) qui faisait sa première saison de Superbike dans l'équipe Yamaha officielle.
Max Biaggi devient champion du monde Superbike pour la deuxième fois en 2012. Malgré une première manche où il chute, sa place de cinquième lors de la dernière manche lui suffit pour s'assurer d'un second sacre avec le plus petit écart enregistré en Superbike soit 0,5 point. C'est fort de ce dernier succès qu'il décide de prendre sa retraite le 7 novembre 2012, à 41 ans.

## Palmarès

### Championnat du monde de vitesse moto
- 4 titres de champion du monde (4 en 250 cm3 en 1994, 1995, 1996, et 1997).
- 3 places de vice-champion du monde en 1998, en 2001 (en 500 cm3) et en 2002 (Moto GP).
- 3 places de 3e en championnat du monde en 2000 (en 500 cm3) et, en 2003 et en 2004 (Moto GP).
- 214 départs.
- 42 victoires (5 en MotoGP / 8 en 500 cm3 / 29 en 250 cm3).
- 41 deuxièmes place.
- 28 troisièmes place.
- 56 pole positions (8 en MotoGP / 15 en 500 cm3 / 33 en 250 cm3).
- 111 podiums (30 en MotoGP / 28 en 500 cm3 / 53 en 250 cm3).
- 42 meilleurs tours en course.

#### Victoires en250cm3: 29
| Année | Lieu du Grand Prix                    | Circuit                       | Ville                |
| ----- | ------------------------------------- | ----------------------------- | -------------------- |
| 1992  | Grand Prix moto d'Afrique du Sud      | Circuit de Kyalami            | Johannesburg         |
| 1993  | Grand Prix moto d'Europe              | Circuit de Catalogne          | Barcelone            |
| 1994  | Grand Prix moto d'Australie           | Eastern Creek Raceway         | Sydney               |
| 1994  | Grand Prix moto de Malaisie           | Circuit de Shah Alam          | Shah Alam            |
| 1994  | Grand Prix moto des Pays-Bas          | TT Circuit Assen              | Assen                |
| 1994  | Grand Prix moto de République tchèque | Circuit de Masaryk            | Brno                 |
| 1994  | Grand Prix moto d'Europe              | Circuit de Catalogne          | Barcelone            |
| 1995  | Grand Prix moto de Malaisie           | Circuit de Shah Alam          | Shah Alam            |
| 1995  | Grand Prix moto d'Allemagne           | Nürburgring                   | Nürburg              |
| 1995  | Grand Prix moto d'Italie              | Circuit du Mugello            | Florence             |
| 1995  | Grand Prix moto des Pays-Bas          | TT Circuit Assen              | Assen                |
| 1995  | Grand Prix moto de Grande-Bretagne    | Donington Park                | Castle Donington     |
| 1995  | Grand Prix moto de République tchèque | Circuit de Masaryk            | Brno                 |
| 1995  | Grand Prix moto d'Argentine           | Circuit Oscar Alfredo Galvez  | Buenos Aires         |
| 1995  | Grand Prix moto d'Europe              | Circuit de Catalogne          | Barcelone            |
| 1996  | Grand Prix moto de Malaisie           | Circuit de Shah Alam          | Shah Alam            |
| 1996  | Grand Prix moto du Japon              | Circuit de Suzuka             | Suzuka               |
| 1996  | Grand Prix moto d'Espagne             | Circuit permanent de Jerez    | Jerez de la Frontera |
| 1996  | Grand Prix moto d'Italie              | Circuit du Mugello            | Florence             |
| 1996  | Grand Prix moto de France             | Circuit Paul-Ricard           | Le Castellet         |
| 1996  | Grand Prix moto de Grande-Bretagne    | Donington Park                | Castle Donington     |
| 1996  | Grand Prix moto de République tchèque | Circuit de Masaryk            | Brno                 |
| 1996  | Grand Prix moto de Catalogne          | Circuit de Catalogne          | Barcelone            |
| 1996  | Grand Prix moto d'Australie           | Eastern Creek Raceway         | Sydney               |
| 1997  | Grand Prix moto de Malaisie           | Circuit de Shah Alam          | Shah Alam            |
| 1997  | Grand Prix moto d'Italie              | Circuit du Mugello            | Florence             |
| 1997  | Grand Prix moto d'Imola               | Autodromo Enzo e Dino Ferrari | Imola                |
| 1997  | Grand Prix moto de République tchèque | Circuit de Masaryk            | Brno                 |
| 1997  | Grand Prix moto d'Indonésie           | Sentul International Circuit  | Bogor                |

#### Victoires en500cm3: 8
| Année | Lieu du Grand Prix                    | Circuit                   | Ville                |
| ----- | ------------------------------------- | ------------------------- | -------------------- |
| 1998  | Grand Prix moto du Japon              | Circuit de Suzuka         | Suzuka               |
| 1998  | Grand Prix moto de République tchèque | Circuit de Masaryk        | Brno                 |
| 1999  | Grand Prix moto d'Afrique du Sud      | Phakisa Freeway           | Welkom               |
| 2000  | Grand Prix moto de République tchèque | Circuit de Masaryk        | Brno                 |
| 2000  | Grand Prix moto d'Australie           | Circuit de Phillip Island | Phillip Island       |
| 2001  | Grand Prix moto de France             | Circuit Bugatti           | Le Mans              |
| 2001  | Grand Prix moto des Pays-Bas          | TT Circuit Assen          | Assen                |
| 2001  | Grand Prix moto d'Allemagne           | Sachsenring               | Hohenstein-Ernstthal |

#### Victoires en MotoGP: 5
| Année | Lieu du Grand Prix                    | Circuit                         | Ville                |
| ----- | ------------------------------------- | ------------------------------- | -------------------- |
| 2002  | Grand Prix moto de République tchèque | Circuit de Masaryk              | Brno                 |
| 2002  | Grand Prix moto de Malaisie           | Circuit international de Sepang | Sepang               |
| 2003  | Grand Prix moto de Grande-Bretagne    | Donington Park                  | Castle Donington     |
| 2003  | Grand Prix moto du Pacifique          | Circuit de Motegi               | Motegi               |
| 2004  | Grand Prix moto d'Allemagne           | Sachsenring                     | Hohenstein-Ernstthal |

### Championnat du monde de Superbike
- Champion du monde Superbike en 2010 et 2012 avec Aprilia

## Carrière en Grand Prix moto

### Par Saisons
| Année | Catégorie | Moto           | Courses | Victoires | Podiums | Pole positions | Meilleurs tours¹ | Points | Classement final |
| ----- | --------- | -------------- | ------- | --------- | ------- | -------------- | ---------------- | ------ | ---------------- |
| 1991  | 250 cm³   | Aprilia RSV250 | 4       | 0         | 0       | 0              | 0                | 7      | 27e              |
| 1992  | 250 cm³   | Aprilia RSV250 | 12      | 1         | 5       | 4              | 1                | 78     | 5e               |
| 1993  | 250 cm³   | Honda NSR250   | 14      | 1         | 5       | 2              | 1                | 142    | 4e               |
| 1994  | 250 cm³   | Aprilia RSV250 | 14      | 5         | 10      | 7              | 8                | 234    | 1er              |
| 1995  | 250 cm³   | Aprilia RSV250 | 13      | 8         | 12      | 9              | 7                | 283    | 1er              |
| 1996  | 250 cm³   | Aprilia RSV250 | 15      | 9         | 11      | 8              | 9                | 274    | 1er              |
| 1997  | 250 cm³   | Honda NSR250   | 15      | 5         | 10      | 3              | 2                | 250    | 1er              |
| 1998  | 500 cm³   | Honda NSR500   | 14      | 2         | 8       | 2              | 2                | 208    | 2e               |
| 1999  | 500 cm³   | Yamaha YZR500  | 16      | 1         | 7       | 1              | 1                | 194    | 4e               |
| 2000  | 500 cm³   | Yamaha YZR500  | 16      | 2         | 4       | 5              | 3                | 170    | 3e               |
| 2001  | 500 cm³   | Yamaha YZR500  | 16      | 3         | 9       | 7              | 2                | 219    | 2e               |
| 2002  | MotoGP    | Yamaha YZR-M1  | 16      | 2         | 8       | 4              | 1                | 215    | 2e               |
| 2003  | MotoGP    | Honda RC211V   | 16      | 2         | 9       | 3              | 1                | 228    | 3e               |
| 2004  | MotoGP    | Honda RC211V   | 16      | 1         | 9       | 1              | 3                | 217    | 3e               |
| 2005  | MotoGP    | Honda RC211V   | 17      | 0         | 4       | 0              | 1                | 173    | 5e               |
| Total |           |                | 214     | 42        | 111     | 56             | 42               | 2892   | 4 titres         |

### Résultats détaillés
(Les courses en gras indiquent une pole position; les courses en italiques indiquent un meilleur tour en course)
| Année | Cat.    | Moto    | 1       | 2      | 3       | 4       | 5       | 6       | 7       | 8       | 9       | 10      | 11      | 12      | 13      | 14      | 15      | 16     | 17    | Classement | Points |
| ----- | ------- | ------- | ------- | ------ | ------- | ------- | ------- | ------- | ------- | ------- | ------- | ------- | ------- | ------- | ------- | ------- | ------- | ------ | ----- | ---------- | ------ |
| 1991  | 250 cm3 | Aprilia | JAP     | AUS    | USA     | ESP     | ITA     | ALL     | AUT     | EUR Ab. | P-B     | FRA 13  | GBR Ab. | RSM 12  | TCH     | VDM     | MAL     |        |       | 27e        | 7      |
| 1992  | 250 cm3 | Aprilia | JAP Ab. | AUS 8  | MAL Ab. | ESP 10  | ITA 3   | EUR 3   | ALL 2   | P-B Ab. | HON Ab. | FRA DNS | GBR Ab. | BRE 2   | RSA 1   |         |         |        |       | 5e         | 78     |
| 1993  | 250 cm3 | Honda   | AUS 3   | MAL 17 | JAP Ab. | AUT 2   | ESP 5   | ALL 4   | P-B Ab. | EUR 1   | RSM 5   | GBR 6   | RTC 2   | ITA Ab. | USA Ab. | FIM 3   |         |        |       | 4e         | 142    |
| 1994  | 250 cm3 | Aprilia | AUS 1   | MAL 1  | JAP 4   | ESP Ab. | AUT 2   | ALL 2   | P-B 1   | ITA Ab. | FRA 3   | GBR Ab. | RTC 1   | USA 2   | ARG 2   | EUR 1   |         |        |       | 1re        | 234    |
| 1995  | 250 cm3 | Aprilia | AUS 3   | MAL 1  | JAP 9   | ESP 2   | ALL 1   | ITA 1   | P-B 1   | FRA 2   | GBR 1   | RTC 1   | RIO 2   | ARG 1   | EUR 1   |         |         |        |       | 1re        | 283    |
| 1996  | 250 cm3 | Aprilia | MAL 1   | IND 2  | JPN 1   | SPA 1   | ITA 1   | FRA 1   | NED 3   | GER 4   | GBR 1   | AUT Ab. | CZE 1   | IMO Ab. | CAT 1   | RIO Ab. | AUS 1   |        |       | 1re        | 274    |
| 1997  | 250 cm3 | Honda   | MAL 1   | JPN 7  | SPA 3   | ITA 1   | AUT 3   | FRA 2   | NED DSQ | IMO 1   | GER 4   | RIO 5   | GBR Ab. | CZE 1   | CAT 2   | IND 1   | AUS 2   |        |       | 1re        | 250    |
| 1998  | 500 cm3 | Honda   | JPN 1   | MAL 3  | SPA 3   | ITA 2   | FRA 5   | MAD 6   | NED 2   | GBR 6   | GER 2   | CZE 1   | IMO 3   | CAT DSQ | AUS 8   | ARG 5   |         |        |       | 2e         | 208    |
| 1999  | 500 cm3 | Yamaha  | MAL Ab. | JPN 9  | SPA 2   | FRA Ab. | ITA 2   | CAT Ab. | NED 5   | GBR 4   | GER Ab. | CZE 4   | IMO 3   | VAL 7   | AUS 2   | RSA 1   | RIO 2   | ARG 2  |       | 4e         | 194    |
| 2000  | 500 cm3 | Yamaha  | RSA Ab. | MAL 4  | JPN Ab. | SPA Ab. | FRA Ab. | ITA 9   | CAT 5   | NED 5   | GBR 9   | GER 4   | CZE 1   | POR 4   | VAL 3   | RIO 5   | PAC 3   | AUS 1  |       | 3e         | 170    |
| 2001  | 500 cm3 | Yamaha  | JPN 3   | RSA 8  | SPA 11  | FRA 1   | ITA 3   | CAT 2   | NED 1   | GBR 2   | GER 1   | CZE 10  | POR 5   | VAL 10  | PAC Ab. | AUS 2   | MAL Ab. | RIO 3  |       | 2e         | 219    |
| 2002  | MotoGP  | Yamaha  | JPN Ab. | RSA 9  | SPA DSQ | FRA 3   | ITA 2   | CAT 4   | NED 4   | GBR 2   | GER 2   | CZE 1   | POR 6   | RIO 2   | PAC Ab. | MAL 1   | AUS 6   | VAL 3  |       | 2e         | 215    |
| 2003  | MotoGP  | Honda   | JPN 2   | RSA 3  | SPA 2   | FRA 5   | ITA 3   | CAT 14  | NED 2   | GBR 1   | GER Ab. | CZE 5   | POR 2   | RIO 4   | PAC 1   | MAL 3   | AUS 17  | VAL 4  |       | 3e         | 228    |
| 2004  | MotoGP  | Honda   | RSA 2   | SPA 2  | FRA 3   | ITA 3   | CAT 8   | NED 4   | RIO 2   | GER 1   | GBR 12  | CZE 3   | POR Ab. | JPN Ab. | QAT 6   | MAL 2   | AUS 7   | VAL 2  |       | 3e         | 217    |
| 2005  | MotoGP  | Honda   | SPA 7   | POR 3  | CHN 5   | FRA 5   | ITA 2   | CAT 6   | NED 6   | USA 4   | GBR Ab. | GER 4   | CZE 3   | JPN 2   | MAL 6   | QAT Ab. | AUS Ab. | TUR 12 | VAL 6 | 5e         | 173    |

### Par catégorie
| Catégorie | Année     | 1er GP   | 1er podium | 1re victoire | Courses | Victoires | Podiums | Pole | M.tours | Points | Titres |
| --------- | --------- | -------- | ---------- | ------------ | ------- | --------- | ------- | ---- | ------- | ------ | ------ |
| 250 cm3   | 1991-1997 | EUR 1991 | ITA 1992   | RSA 1992     | 87      | 29        | 53      | 33   | 28      | 1 268  | 4      |
| 500 cm3   | 1998-2001 | JAP 1998 | JAP 1998   | JAP 1998     | 62      | 8         | 28      | 15   | 8       | 791    | 0      |
| MotoGP    | 2002-2005 | JAP 2002 | FRA 2002   | CZE 2002     | 65      | 5         | 30      | 8    | 6       | 833    | 0      |
| Total     | 1991-2005 |          |            |              | 214     | 42        | 111     | 56   | 42      | 2 892  | 4      |